# ユハ・シピラ
ユハ・ペトリ・シピラ（フィンランド語: Juha Petri Sipilä、1961年4月25日 - ）は、フィンランドの政治家、実業家。第65代フィンランド共和国首相、フィンランド中央党党首を務めた。

## 経歴
2012年6月に中央党党首に就任。2015年4月の総選挙では49議席を得て第1党となり、首相に就任。しかし、2019年3月8日、医療制度改革に失敗したことを理由に退陣を表明。2019年4月14日の総選挙において、中央党の獲得議席数は1917年以来最少の31議席となる歴史的敗北を喫し、第4党に転落。代わって第1党になったフィンランド社会民主党のアンティ・リンネ党首に首相職を明け渡した。